# Jerry Donga
Jerry Donga (31 gennaio 1991) è un calciatore salomonese, attaccante dei Solomon Warriors  e della Nazionale salomonese.

## Carriera

### Club
Ha vinto due titoli nazionali con i Solomon Warriors.

### Nazionale
Ha esordito con la Nazionale salomonese nel 2016.

## Palmarès

### Club
- Campionato di calcio delle Isole Salomone: 2

Salomon Warriors: 2011-12, 2012-13